# Stiftung Stadttheater und Konzerthaus Bozen
Die Stiftung Stadttheater und Konzerthaus Bozen (italienisch Fondazione Teatro Comunale e Auditorium Bolzano) ist eine privatrechtliche Stiftung mit Rechtssitz in Bozen. Die Gründung der Stiftung erfolgte am 26. Juli 1999 durch die Stadtgemeinde Bozen und die Südtiroler Landesverwaltung.

## Stiftungszweck
Ab 2016 (neue Satzung)
- Besorgung der Wartung, der Verwahrung und der Dienste für das Publikum im Stadttheater Bozen und im Konzerthaus Bozen. Zuständig für die Vermietung der Theaterräumlichkeiten und der Säle der beiden Gebäude an Dritte;
- Technische Verwaltung des Stadttheaters und des Konzerthauses Bozen und Lieferung technischer Dienste. Dazu gehören auch die Aufbauarbeiten;
- Bürokratische und geschäftliche Dienste für Veranstalter, die das Stadttheater und das Konzerthaus von Bozen beanspruchen, sowie für Interessierte. Dazu gehört auch der Kartenvorkaufsdienst für Veranstalter von Events und andere Einrichtungen.

Von der Gründung bis zum 31. Dezember 2014 verwaltete die Stiftung das Stadttheater und das Konzerthaus von Bozen, vermittelte Theater- und Musikvorstellungen und organisierte Konferenzen, inszenierte Aufführungen im Bereich Oper, Musiktheater und Tanz im Stadttheater und förderte das Interesse daran, insbesondere bei Jugendlichen. Seit 2015 übernimmt die Stiftung Haydn von Bozen und Trient ihre künstlerischen Tätigkeitsfelder.

## Produktionen
- 2014: Die Zauberflöte von Wolfgang Amadeus Mozart (Oper)
- 2013: Hänsel und Gretel von Engelbert Humperdinck (Oper)
- 2012: Salome von Richard Strauss (Oper)
- 2011: Fidelio von Ludwig van Beethoven (Oper)
- 2010: Alex Brücke Langer von Giovanni Verrando (auch als Oper)
- 2010: Elektra von Richard Strauss (Oper)
- 2009: Julie von Philippe Boesmans (Oper)
- 2008: Mozartoons (Oper)
- 2007: Matthäus-Passion von Johann Sebastian Bach (Tanz)
- 2007: Il Filo di Arianna (Tanz)
- 2006: Illuminata (Tanz)
- 2005: Steel (Tanz)
- 2004: Rockquiem, basiert auf dem Requiem, KV 626 von Wolfgang Amadeus Mozart
- 2003: Il matrimonio segreto von Domenico Cimarosa (Oper)
- 2003: Alex Brücke Langer von Giovanni Verrando (Oper)
- 2002: Dolomytica (Tanz)
- 2002: Die Zauberflöte von Wolfgang Amadeus Mozart (Oper)
- 2001: Frozen Fritz (Musical)